# Дејан Берић
Дејан Берић (Путинци, 25. септембар 1974) српски је снајпериста добровољац у руско-украјинском рату. Он је један од држављана Србије који су се почетком 2014. придружили снагама ДНР. Као снајпериста учествује у борбеним операцијама против „Азов” паравојних јединица у текућем рату у Донбасу. У складу са кривичним закоником Републике Србије, Берић би могао да добије вишегодишњу затворску казну уколико се врати или ако буде ухапшен и испоручен Србији.

## Биографија
Рођен је у селу Путинци, општина Рума. У младости се рекреативно бавио риболовом. Почетком 1990-их је мобилисан у војску. Разведен је и отац једног сина. Био је власник столарске радионице у свом крају.
Године 2013. отишао је на рад у Русију као грађевинац. Отац му је неколико година раније погинуо у Русији падом са скеле. У међувремену се десила Руска анексија Крима и почео је Рат на истоку Украјине. Берић се почетком 2014. придружио сепаратистима такозване Доњецке Народне Републике као снајпериста. Заробљен је од стране украјинске војске и за његов откуп су Украјинци тражили 16.000 €, али је пуштен након што су сепаратисти дали новац за његов откуп. Након тога је поново отишао у Русију, да би зарадио и вратио новац утрошен на његово ослобађање, али се после кратког времена поново вратио на фронт. Берић је осумњичен да је ликвидирао већи број украјинских војника, а наводно је учествовао и у снајперским дуелима. Једном приликом је оборио украјинску извиђачку беспилотну летелицу.
Такође се појављивао у про-руским медијима где је позивао младе људе да му се придруже. БИА га је ставила на листу ратних најамника и сматра га претњом по националну безбедност Србије. У међувремену је у Србији уведен закон о ратним плаћеницима, те би Берић могао бити кривично гоњен, ако се врати у Србију.
Вишеструко је одликован ратним одликовањима Доњецке Народне Републике, те је стекао чин мајора.
Од примирја у Минску фебруара 2015. је углавном одсутан са линије фронта, те се појављивао у руским медијима.
Према својим доживљајима је написао књигу „Кад мртви проговоре”, а о њему је снимљен и документарни филм о снајперистима у Донбасу.